# イタリア民主社会党
イタリア民主社会党（イタリアみんしゅしゃかいとう、Partito Socialista Democratico Italiano、"PSDI"）はイタリアの民主社会主義政党。

## イタリア民主社会党 (1951-1998)
- 1947年 - イタリア社会党（PSI）右派が分裂してイタリア勤労者社会党(PSLI)を結成。
- 1951年 - イタリア勤労者社会党が改称して結成。
- 1998年 - イタリア社会主義者（SI）及び労働連合、社会党の一部の勢力（以上、イタリア社会党から分裂した勢力）と合同して、イタリア民主社会主義者を結成。

### 概要
1951年、イタリア社会党の党内右派が分裂して結党。当時の社会党においてはマルクス・レーニン主義を正統的な立場とする潮流が存在して多数派を握っていた。これに反発した党内の非マルクス・レーニン主義勢力は新党を結成した。1966年に社会党と再統合するが、路線対立により1971年に再度分裂した。1992年にイタリアを覆った政治スキャンダル「タンジェントポリ」の中、イタリア社会党、イタリア共和党、キリスト教民主党などの旧来の政党とともに政界から消え去った。
労働組合の分野では社会党・イタリア共産党系のイタリア労働総同盟ではなく、共和党とともにイタリア労働運動の支援を受けた。

## イタリア民主社会党 (2004-)
2004年に同名の小政党が結成され、中道左派の政党連合・ルニオーネに参加している。